# JŽ serija 662
JŽ serija 662 (nadimkom Nada) je serija dizelsko-električnih lokomotiva Jugoslavenskih željeznica. Bila je to prva dizel-električna lokomotiva proizvedena u SFRJ, u pogonima tvrtke Đuro Đaković. Prometovala je na području BiH i Srbije.

## Tehničke karakteristike
- Graditelj: Đuro Đaković
- Godina izgradnje: 1967.
- Osovinski raspored: C'o-C'o
- Širina kolosijeka: 1435 mm
- Instalirana snaga: 1216 kW
- Najveća brzina: 120 km/h
- Ukupna masa lokomotive: 96 t